# 茶榮省
茶榮省（越南语：／）是原越南湄公河三角洲的一個省，省莅茶荣市。

## 名称
“茶荣”（Trà Vinh），来源于高棉语 "ព្រះត្រពាំង" (prĕəhtrɔɔpĕəng, 译为“圣池”)。

## 地理
茶荣省西南接朔庄省，西北接永隆省，东北接檳椥省，东南临南海。

## 历史

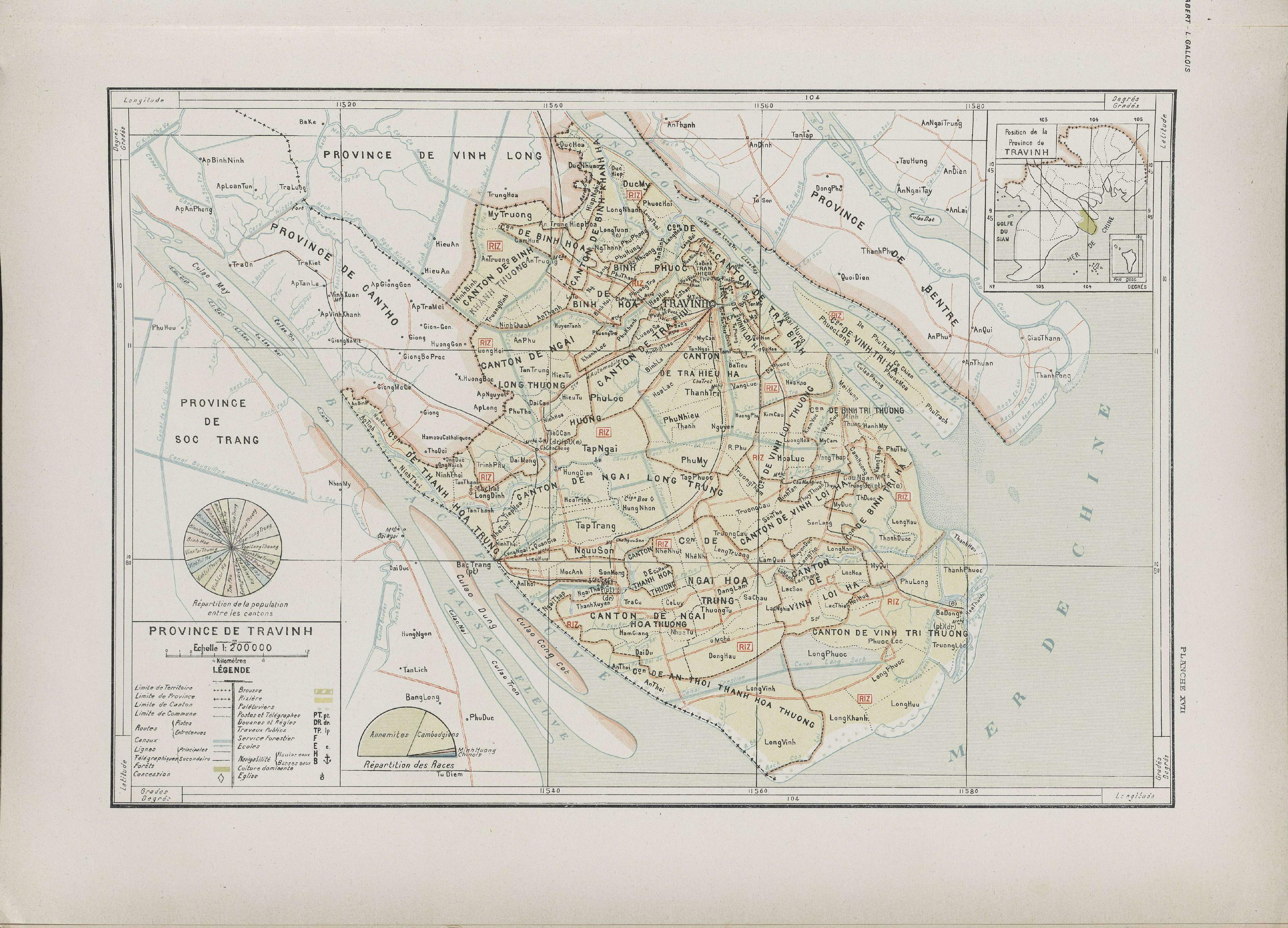
法属印度支那时期的茶榮省地图

1976年2月，越南南方共和国将永隆省和茶荣省合并为九龙省。茶荣省区域包括茶荣市社、乾隆县、梂棋县、梂昂县、週城東縣、小芹县、茶句县1市社6县。
1977年3月11日，九龙省茶温县和小芹县2社并入梂棋县，茶温县3社划归泳濂县，小芹县1社和週城東縣5社并入乾隆县，週城東縣4社划归梂昂县，小芹县3社划归茶句县，週城東縣1社划归茶荣市社。
1981年9月29日，九龙省复设小芹县、茶温县，增设週城縣和沿海县。
1991年12月26日，九龙省重新分设为永隆省和茶荣省，茶荣省下辖茶荣市社、週城縣、乾隆县、茶句县、梂昂县、沿海县、小芹县、梂棋县1市社7县，省莅茶荣市社。
2010年3月4日，茶荣市社改制为茶荣市。
2015年5月15日，茶句县和沿海县析置沿海市社。
2016年2月5日，茶荣市被评定为二级城市。
2025年7月1日併入永隆省後走入歷史。

## 行政區劃
茶荣省下辖1市1市社7县，省莅茶荣市。
- 茶榮市（Thành phố Trà Vinh）
- 沿海市社（Thị xã Duyên Hải）
- 乾隆縣（Huyện Càng Long）
- 梂棋縣（Huyện Cầu Kè）
- 梂昂縣（Huyện Cầu Ngang）
- 週城縣（Huyện Châu Thành）
- 沿海縣（Huyện Duyên Hải）
- 小芹縣（Huyện Tiểu Cần）
- 茶句縣（Huyện Trà Cú）

## 外部連結
- 茶荣省电子信息门户网站（越南文）